# 飯塚正明
飯塚 正明（いいづか まさあき）は日本の財務官僚。財務省国際局開発政策課長。

## 来歴
東京大学教養学部卒業。1995年 大蔵省入省（国際金融局国際機構課）。1997年6月 コロンビア大学へ留学。国際関係論を学ぶ。2013年6月28日 財務省国際局総務課長補佐兼国際局総務課国際企画調整室長兼国際局調査課。2019年7月9日 主計局主計企画官（財政分析担当）兼主計局調査課。2020年7月22日 主計局主計官（内閣、復興、外務、経済協力担当）。2021年7月1日 主計局主計官（内閣、デジタル、復興、外務、経済協力担当）。同年7月16日 国際局国際機構課長。2022年7月1日 国際局開発政策課長。

## 略歴
- 1995年4月：大蔵省入省（国際金融局国際機構課）[1]。
- 1997年6月：留学（コロンビア大学）。
- 2000年7月：大臣官房秘書課財務官室調査主任[2]。
- 2001年1月6日：財務省大臣官房秘書課財務官室調査主任[2]。
- 2001年7月：内閣府政策統括官（経済財政 - 景気判断・政策分析担当）付参事官（景気判断・政策分析総括担当）付政策企画専門職[3]。
- 2003年7月：金融庁監督局証券課長補佐。
- 2005年7月：国際通貨基金（IMF）アジア太平洋局エコノミスト。
- 2009年：国際局調査課長補佐。
- 2013年6月28日：国際局総務課長補佐 兼 国際局総務課国際企画調整室長 兼 国際局調査課。
- 2015年7月9日：国際局付。
- 2015年7月13日：国際局開発機関課開発企画官 兼 国際局開発政策課。
- 2016年7月1日：国際通貨基金（IMF）シニアエコノミスト。
- 2019年7月6日：国際局付。
- 2019年7月9日：主計局主計企画官（財政分析担当） 兼 主計局調査課。
- 2020年7月22日：主計局主計官（内閣、復興、外務、経済協力担当）。
- 2021年7月1日：主計局主計官（内閣、デジタル、復興、外務、経済協力担当）。
- 2021年7月9日：国際局付。
- 2021年7月16日：国際局国際機構課長。
- 2022年7月1日：国際局開発政策課長。